# Conioscypha
Conioscypha ist die einzige Gattung der Conioscyphaceae, die wiederum die einzige Familie der Ordnung der Conioscyphales innerhalb der Schlauchpilze (Ascomycota) sind.

## Merkmale
Conioscypha-Arten bilden in der Hauptfruchtform Perithecien als Fruchtkörper. Sie sind lederig und wachsartig und besitzen zwei Schichten. Das Ostiolum, die enge Öffnung an der Spitze des Periteciums besitzt Periphysen. Sie bilden kein Stroma. Die Paraphysen sind fadenförmig, unverzweigt und länger als die Schläuche (Asci). Diese sind unitunikat, d. h. einwandig mit einem nichtamyloiden apikalem Ring. Sie sind ausdauernd und immer mit acht Sporen. Die durchscheinenden Sporen sind vielfach septiert und spindel- bis schiffchenförmig. Die Nebenfruchtform ist hyphomycetisch ausgebildet,d. h. die Konidienträger liegen frei. Diese sind makro- bis mikronematös (das bedeutet, ihre Hyphen sind deutlich größer oder eben kleiner als normale Hyphen). Die konidiogenen Zellen sind blastisch, d. h. die Konidien werden nach der Bildung abgeschnürt und permanent gebildet. Die Abtrennung der Konidie vom Konidienträger erfolgt schizolytisch. Die Konidien sind braun, unseptiert und unterschiedlich in der Form.

## Lebensweise und Verbreitung
Conioscypha-Arten leben saprotroph auf Holz.

## Systematik und Taxonomie
Die Gattung Conioscypha wurde bereits 1904 von Franz von Höhnel  beschrieben. Die Familie Conioscyphaceae in der  monotypischen Ordnung Conioscyphales erst 2015 von Martina Réblová und Keith A. Seifert. Die Gattung Conioscypha enthält ungefähr 20 Arten. Die Typusart ist Conioscypha lignicola.